# ديل هادون
ديل هادون (26 مايو 1948 - 27 ديسمبر 2024) هي ممثلة وعارضة أزياء كندية. بالإضافة إلى ذلك، فهي مؤلفة كتاب «جمال الشباب الدائم : دليل المرأة على الجمال والرفاهية مدى الحياة».

## وفاتها
توفيت في 27 ديسمبر 2024 في منزلها بمقاطعة باكس التابعة لولاية بنسلفانيا، عن عمر ناهز 76 عامًا، نتيجة حادث تسرب غاز أول أكسيد الكربون. وقد عُثر على هادون جثة هامدة في غرفة نوم بالطابق الثاني، وأوضحت السلطات أن التسرب ناتج عن خلل في المداخن وأنبوب العادم بنظام التدفئة الغازي.

## روابط خارجية
- ديل هادون على موقع IMDb (الإنجليزية)
- ديل هادون على موقع ألو سيني (الفرنسية)
- ديل هادون على موقع أول موفي (الإنجليزية)
- ديل هادون على موقع قاعدة بيانات الأفلام السويدية (السويدية)
- ديل هادون على موقع قاعدة بيانات الفيلم (الإنجليزية)
- ديل هادون على موقع كينوبويسك (الروسية)
- ديل هادون على موقع دليل عارضات الأزياء (الإنجليزية)